# Гоночный симулятор
Гоночный симулятор — совокупный термин для гоночных игр, которые пытаются точно имитировать автогонки, в сочетании с реальными переменными, такими как расход топлива, повреждения, износ шин и сцепление, а также настройки подвески. Чтобы быть конкурентоспособным в симуляторах, водитель должен понимать все аспекты управления автомобилем, которые делают реальные гонки настолько сложными, такие как пороговое торможение, как поддерживать контроль над автомобилем, когда шины теряют сцепление, и как правильно въезжать и выезжать на поворот без ущерба для скорости. Именно этот уровень сложности отличает симуляторы от аркадных гонок в стиле вождения, в которых реальные переменные удаляются из уравнения, и основная цель состоит в том, чтобы создать ощущение скорости в отличие от чувства реализма, как в серии Need for Speed.
Из-за сложности и требований, имитации реального вождения, гоночные симуляторы требуют более быстрых компьютеров для эффективной езды, а также рулевое колесо и педали для дроссельной заслонки и тормозов для погружения. Хотя использование геймпада или даже мыши и клавиатуры может быть достаточно для большинства игр в стиле аркадного вождения на домашних системах, это не обеспечит такой же уровень погружения и реализма, как использование компьютерного руля и педалей. В последние годы для консолей, таких как PlayStation и Xbox, было разработано множество симуляторов. Хотя в эти игры можно играть с помощью контроллера, рекомендуется, чтобы игроки инвестировали в компьютерный руль и педали. С развитием онлайн-гонок способность ездить против противников-людей и компьютерного искусственного интеллекта в автономном режиме ближе всего к вождению автомобилей на реальной трассе. Даже те, кто участвует в реальных соревнованиях, используют симуляторы для практики или развлечения. С продолжающимся развитием программного обеспечения физического движка, которое составляет основу этих симуляторов, а также улучшенного аппаратного обеспечения (обеспечивающего тактильную обратную связь), опыт гонок стал более реалистичным.
Стиль игрового процесса гоночного симулятора был применён в нескольких играх, таких как iRacing, Assetto Corsa и Assetto Corsa Competizione, Gran Turismo, Forza Motorsport и многих других.

## Рейтинговый мультиплеер
В некоторые гоночные игры ввели многопользовательскую систему ранжирования водителей для организации онлайн-гонок. Обычно существует два ортогональных типа рейтинга водителей, один из которых ранжирует водителей в зависимости от того, насколько они безопасно едут на трассе и по отношению к другим водителям, избегая инцидентов, и ещё один в зависимости от того, насколько они быстры. Для оценки скорости водителя обычно используется рейтинг Эло в качестве формы матчмейкинга для группировки водителей со схожими навыками. Вместо этого рейтинг безопасности обычно используется в качестве формы лицензии, которая необходима для доступа к некоторым классам гонок.
Гоночными симуляторами, которые включают в себя некоторые формы рейтинговых онлайн-гонок, являются iRacing (с iRating и рейтингом безопасности), Gran Turismo Sport (с Driver Class и Sportsmanship Points), Project CARS 2 (Racecraft Ranking и Skill Rating), RaceRoom (с Reputation Rating и Rating), Gran Turismo 7 и Assetto Corsa Competizione. В других симуляторах, таких как Automobilista 2 и rFactor 2, разрабатывают похожие системы.

### Киберспорт
Рейтинговые игры и симуляторы также включают в себя киберспортивное подразделение, которое демонстрирует высококлассных пилотов в каждом симуляторе. У некоторых симуляторов есть как специальные мероприятия, так и серии чемпионатов, которые выставят этих водителей на большую сцену.

#### Assetto Corsa Competizione
Во время 2022 FIA Motorsport Games, Assetto Corsa Competizione использовался для дисциплины мероприятий под названием Esports Cup. В гонке участвовали автомобили GT3spec.

#### iRacing
iRacing — дом для eNascar Coca-Cola iRacing Series, Porsche TAG Heuer Esports Supercup, серии World of Outlaws и многого другого. Серия Coca-Cola соревнуется за 20 гонок в сезоне 2023 года за общую сумму 300 000 долларов, при этом 100 000 долларов достаются чемпиону. Прямые трансляции представлены на Twitch, YouTube и Facebook.

#### Gran Turismo 7
В 2023 году Gran Turismo 7 провела Олимпийскую киберспортивную серию и была санкционирована Международной автомобильной федерацией.

#### Rennsport
В 2023 году немецкий организатор киберспорта ESL объявил о проведении новых гоночных соревнований в сотрудничестве с новой гоночной платформой Rennsport. Чемпионат, состоящий из 2 отдельных сезонов в 2023 году, предлагает общий приз в размере 500 000 евро.

#### F1 Sim Racing
F1 Esports, переименованная в F1 Sim Racing в 2023 году, была основана в 2017 году и ежегодно проводится на официальных играх F1 во время нескольких шоу в конце года. В настоящее время у них есть призовой фонд в размере 750 000 долларов, и все десять команд из реального чемпионата Формулы-1 выбирают трёх гонщиков для их представления, при этом два из них участвуют в отдельных гонках. Брендон Ли выиграл первые два чемпионата, а нынешний чемпион Фредерик Расмуссен является рекордсменом по количеству побед и поулов в серии.

### Mercedes-AMG
В августе 2024 года Mercedes-AMG признала Assetto Corsa Competizione, iRacing и Gran Turismo 7 в качестве симуляторов для гоночного автомобиля Mercedes-AMG GT3 и проводит соревнования для гонщиков, чтобы выиграть шанс на тест-драйв гоночного автомобиля Mercedes-AMG GT3.